# Ľuboš Kamenár
Ľuboš Kamenár (ur. 17 czerwca 1987 w Trnawie) – słowacki piłkarz grający na pozycji bramkarza w klubie Spartak Trnawa.

## Kariera klubowa
Pierwsze piłkarskie kroki stawiał w klubie Spartak Trnawa z rodzinnego miasta. Grał tam we wszystkich drużynach juniorskich, a w 2004 roku został włączony do kadry I zespołu. Profesjonalny debiut zaliczył 18 lipca 2004 w wieku 17 lat w meczu Pucharu Intertoto przeciw NK Slaven Belupo Do 2005 roku rozegrał w barwach Spartaka 5 spotkań w 1. lidze słowackiej.
W tym roku został ściągnięty przez ówczesnego mistrza kraju, FC Artmedia Petržalka. W sezonie 2006/2007 w czasie leczenia kontuzji przez pierwszego bramkarza Juraja Čobeja bronił bramki Artmedii w 28 meczach. Od sezonu 2007/2008 zastąpił Čobeja w roli pierwszego bramkarza. W tym samym sezonie ze swoją drużyną wygrał ligę słowacką i Puchar Słowacji.
Latem 2009 roku Kamenár przeszedł do FC Nantes, skąd dwa lata później został wypożyczony do Sivassporu.
31 sierpnia 2012 roku przeszedł na zasadzie wypożyczenia do Celtic F.C..
27 lutego 2013 roku przeniósł się do węgierskiego klubu Győri ETO FC.
3 czerwca 2016 roku podpisał dwuletni kontrakt ze Śląskiem Wrocław.
| Sezon   | Klub                  | Kraj     | Rozgrywki        | Mecze | Bramki | Rozgrywki Europy   | Mecze | Bramki |
| ------- | --------------------- | -------- | ---------------- | ----- | ------ | ------------------ | ----- | ------ |
| 2003/04 | Spartak Trnawa        | Słowacja | Corgoň liga      | 1     | 0      | -                  | -     | -      |
| 2004/05 | Spartak Trnawa        | Słowacja | Corgoň liga      | 4     | 0      | -                  | -     | -      |
| 2005/06 | FC Artmedia           | Słowacja | Corgoň liga      | 17    | 0      | -                  | -     | -      |
| 2006/07 | FC Artmedia           | Słowacja | Corgoň liga      | 28    | 0      | -                  | -     | -      |
| 2007/08 | FC Artmedia           | Słowacja | Corgoň liga      | 25    | 0      | -                  | -     | -      |
| 2008/09 | FC Artmedia           | Słowacja | Corgoň liga      | 32    | 0      | -                  | -     | -      |
| 2009/10 | FC Nantes             | Francja  | Ligue 2          | 35    | 0      | -                  | -     | -      |
| 2010/11 | FC Nantes             | Francja  | Ligue 2          | 1     | 0      | -                  | -     | -      |
| 2010/11 | Sivasspor (wyp.)      | Turcja   | Süper Lig        | 1     | 0      | -                  | -     | -      |
| 2011/12 | Sparta Praga (wyp.)   | Czechy   | Gambrinus liga   | 0     | 0      | Liga Europy UEFA   | 0     | 0      |
| 2011/12 | Spartak Trnawa (wyp.) | Słowacja | Corgoň liga      | 12    | 0      | -                  | -     | -      |
| 2012/13 | Celtic F.C. (wyp.)    | Szkocja  | S.Premier League | 0     | 0      | Liga Mistrzów UEFA | 0     | 0      |
| 2012/13 | Győri ETO FC          | Węgry    | NB I             | 3     | 0      | -                  | -     | -      |
| 2013/14 | Győri ETO FC          | Węgry    | NB I             | 0     | 0      | -                  | -     | -      |

Stan na: 25 czerwca 2013 r.

## Kariera reprezentacyjna
W wieku 17 lat został po raz pierwszy powołany do kadry U-19 reprezentacji Słowacji. W latach 2007–2008 rozegrał 10 meczów w kadrze U-21. Łącznie w młodzieżowych reprezentacjach zaliczył 25 spotkań międzypaństwowych. W seniorskiej reprezentacji zadebiutował 11 października 2008 w meczu eliminacji do Mistrzostw Świata w 2010 Słowacja-San Marino, wygranym przez jego drużynę 3:1. Łącznie w I reprezentacji Słowacji rozegrał 2 mecze.